# Czikoła
Czikoła (ros. i oset. Чикола) – wieś (ros. село, trb. sieło) w północno-wschodniej części należącej do Rosji autonomicznej północnokaukaskiej republice Osetii Północnej-Alanii, ośrodek administracyjny rejonu irafskiego.